# Joaquín Arderíus y Sánchez-Fortún
Joaquín Arderíus y Sánchez-Fortún   (Llorca, 5 de maig de 1885 - Mèxic, 20 de gener de 1969) va ser un escriptor espanyol.

## Biografia
Va néixer en una família acomodada i va estudiar en un col·legi religiós de Madrid. Va marxar a Lieja (Bèlgica) per estudiar enginyeria, però ho va abandonar els estudis d'enginyeria per dedicar-se a la literatura i al periodisme. Participant actiu en tots els moviments revolucionaris durant la dictadura del General Miguel Primo de Rivera, va ser empresonat diverses vegades en aquella etapa entre 1923 i 1929. A la presó va travar amistat amb Marcelino Domingo i va conèixer Ramón María del Valle-Inclán. Activista polític d'esquerres, va crear el 1927 l'editorial Oriente amb José Díaz Fernández, José Antonio Balbontín, Díaz Caneja, Justino de Azcárate i Giménez Siles, entre d'altres, i va dirigir amb Antonio Espina i José Díaz Fernández la revista Nueva España (1930- 31). Va cofundar, així mateix, l'11 de febrer del 1933, l'Associació d'Amics de la Unió Soviètica en uns temps en què la dreta sostenia un to condemnatori en relació amb els relats sobre les conquestes i els problemes del socialisme a l'URSS. El 1930 va prendre part en l'aixecament republicà de Fermín Galán i García Hernández i amb el Partit radical-socialista va contribuir a l'adveniment de la República. Després es va radicalitzar encara més i el 1929 es va afiliar al Partit Comunista, en què va militar fins al 1932 o 1933, quan es va afiliar a l'Izquierda Republicana. Durant la guerra civil espanyola, va ser el president de l'organització d'ajuda Socors Roig Internacional. El 1939 va marxar a l'exili, primer a França fins que Hitler va entrar a París, i després a Mèxic, on va ser agregat de premsa a l'ambaixada del Govern republicà i després en una modesta ocupació al Ministeri d'Educació Nacional. En aquesta etapa va deixar d'escriure narrativa i només va escriure una vida de Joan d'Àustria per a una editorial de divulgació i algunes col·laboracions a la premsa. Va morir a Mèxic el 1969.

## Obra
La seva narrativa evoluciona des del to expressionista, la influència nietzscheana, el contingut eròtic i una intencionalitat social encara un xic confusa.
- Mis mendigos, 1915,
- Así me fecundó Zaratustra, 1923,
- La duquesa de Nit, 1926,
- La espuela, 1927,
- Los príncipes iguales, 1928, i
- El comedor de la pensión Venecia, 1930),
- al realisme de clara intencionalitat social i política: Campesinos (1931) i Crimen (1934).

Amb José Díaz Fernández escriví Vida de Fermín Galán (1931).